# Sternzug
Als Sternzug oder Sternenzug bezeichnet man die Folge der Sterne auf den gedachten Linien in einem Sternbild – etwa die Aufeinanderfolge der 7 Sterne des Großen Wagens oder die lange Kette der Drachen- und Schlangensterne. Auch Bögen oder Hilfsrichtungen (Alignments) zum leichteren Auffinden benachbarter Sternbilder werden Sternzüge genannt.
Hingegen bezeichnet man linienartige Konstellationen als Sternreihen, beispielsweise die lange, vom Perseus bis zum Pegasus reichende Fünfsternreihe.
Im Gegensatz zu den Außengrenzen der Sternbilder (Grenzzug), die 1928 von der Internationalen Astronomischen Union festgelegt worden sind, ist der Sternzug nicht normiert.
Vom Stern- und Grenzzug ist noch der Figurenzug zu unterscheiden, der die gemalten Sternbildfiguren der vergangenen Jahrhunderte bezeichnet.
Siehe auch: Sternenzug, ein von Johannes Schmid 1996 gedrehter Kurzfilm